# تانیانا کوتووا
تانیانا کوتووا (روسی: Татьяна Владимировна Котова؛ زادهٔ ۱۱ دسامبر ۱۹۷۶) ورزشکار پرش طول اهل اتحاد جماهیر شوروی سوسیالیستی است.